# فينبيندازول
فينبيندازول fenbendazole هو طارد للديدان واسع الطيف بنزيميدازولي، يستخدم ضد الطفيليات المعوية بما في ذلك: الجياردية، الديدان الممسودة، الديدان الخطافية، الديدان السوطية، وجنس الشريطيات منها الديدان الشريطية (ولكن ليست فعالة ضد ذات المنفذين الكلبية، والدودة الشريطية الكلبية الشهيرة)، وفعالة ضد الديدان الدبوسية، الدودة الاسطوانية aelurostrongylus، الدودة جانبية المناسل، ويمكن أن يعطى للأغنام والأبقار والخيول والأسماك والكلاب والقطط والأرانب الفقمات.

## التداخلات الدوائية
قد تحدث تفاعلات الدواء إذا أخذ معه بالتزامن مركبات السالسيلالينايد مثل ديبرومسالان ونيكلوزاميد. وقد تم الإبلاغ عن حالات الإجهاض في الأبقار وحالات وفاة في الأغنام.

## السمية
على الرغم من كونها تستخدم على نطاق واسع كطارد ديدان في كثير من الأنواع، إلا أنه تم الإبلاغ عن السمية. وقد أظهرت الطيور (اللقالق، البجع الوردي، والنسور والحمام) والزواحف (الأفاعي والسلاحف) سمية مرتبطة بتثبيط نخاع العظام، ونخر خلايا الأمعاء. وقد كان الإجهاض في الحيوانات المجترة المحلية يرتبط مع الاستخدام المتزامن للأدوية المضادة للمثقوبيات.

## الحرائك الدوائية
إن امتصاص الفينبيندازول سيئ من قبل الجهاز الهضمي في معظم الأنواع. وLD50 في الحيوانات المختبرية يتجاوز 10 جم/كجم عن طريق الفم.

## التخليق

تخليق الفينبيندازول

## الاستقلاب
يتم استقلابه في الكبد إلى أوكسفيندازول، وهو طارد للديدان فعال جدا؛ ينقص تركيز الأوكسفيندازول جزئيا إلى فينبيندازول في الكبد والبطن. أيضا، إن الفينبيندازول نفسه هو مستقلب نشط لمركب آخر طارد للديدان فيبانتيل febantel.